# 大和谷智子
大和谷 智子（やまとや ともこ、1985年3月11日 - ）は、秋田県出身の元バスケットボール選手である。ニックネームは「タク」。ポジションはフォワード。

## 来歴
福地小、雄物川中、湯沢北高から樟蔭東女子短大を経て、日本航空（JALラビッツ)に入社。
2011年、引退。

## 経歴
- 湯沢北高校 - 樟蔭東女子短大 - 日本航空（2002年〜2011年）